# قلعه چپستاو
قلعه چپستاو (ویلزی: Cas-gwent) در قرن ۱۱ میلادی در جنوب شرقی ولز (غرب بریتانیا) بر فراز صخره‌های مشرف به رود وای ساخته شد. این دژ دارای دروازه‌های تحکیم یافته، خندق‌های دفاعی و دیواره‌های دفاعی داخلی بود. ساخت برج در سال ۱۰۶۷ میلادی آغاز شد. این برج یکی از نخستین دژهای سنگی بنا شده در بریتانیا می‌باشد. صخره‌های سراشیبی قلعه در بالای رود وای به عملیات تدافعی قلعه کمک می‌کرد.

## نگارخانه

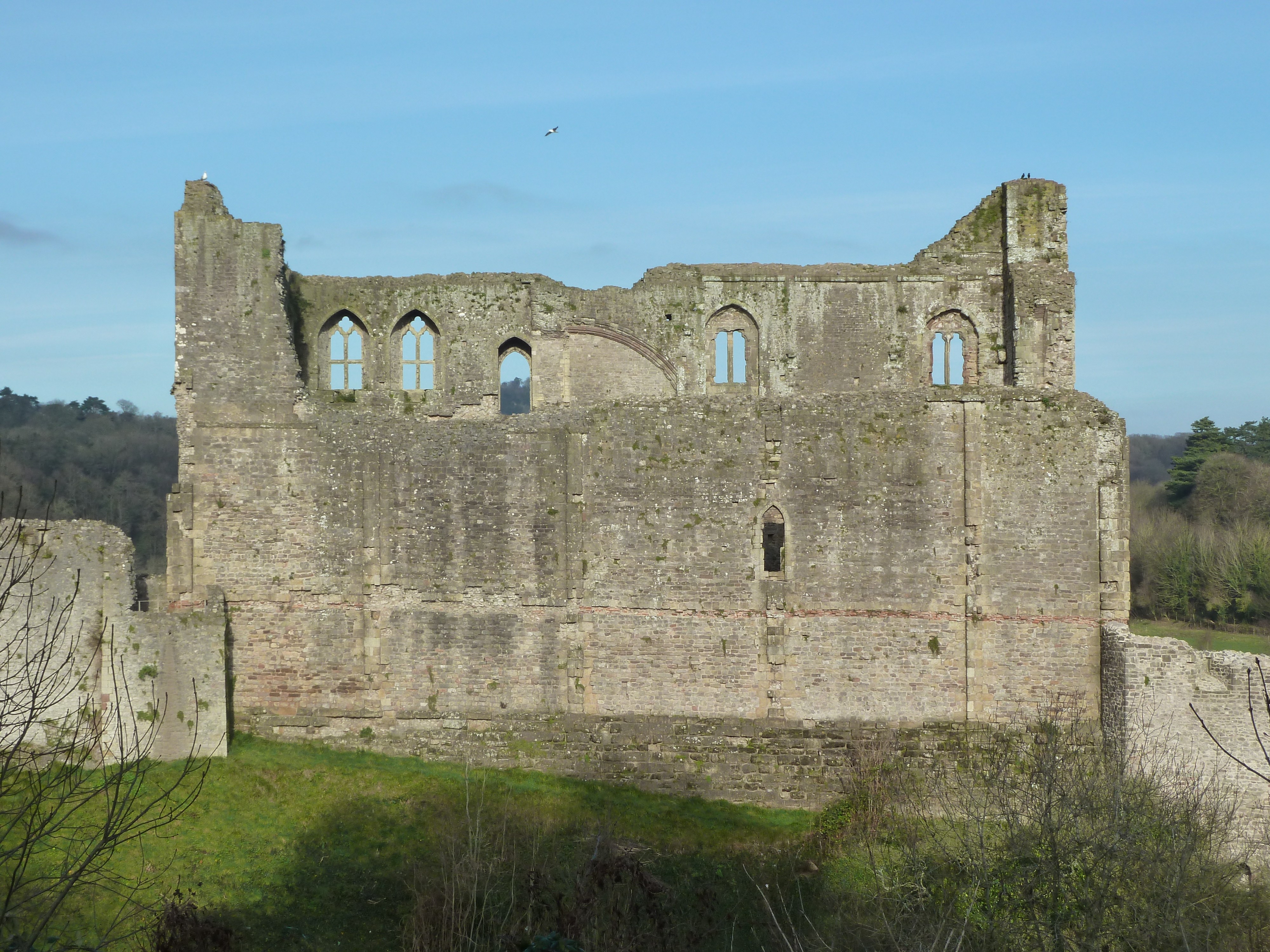
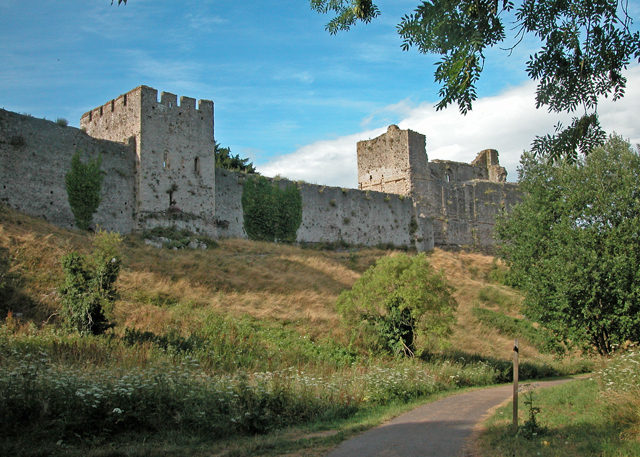
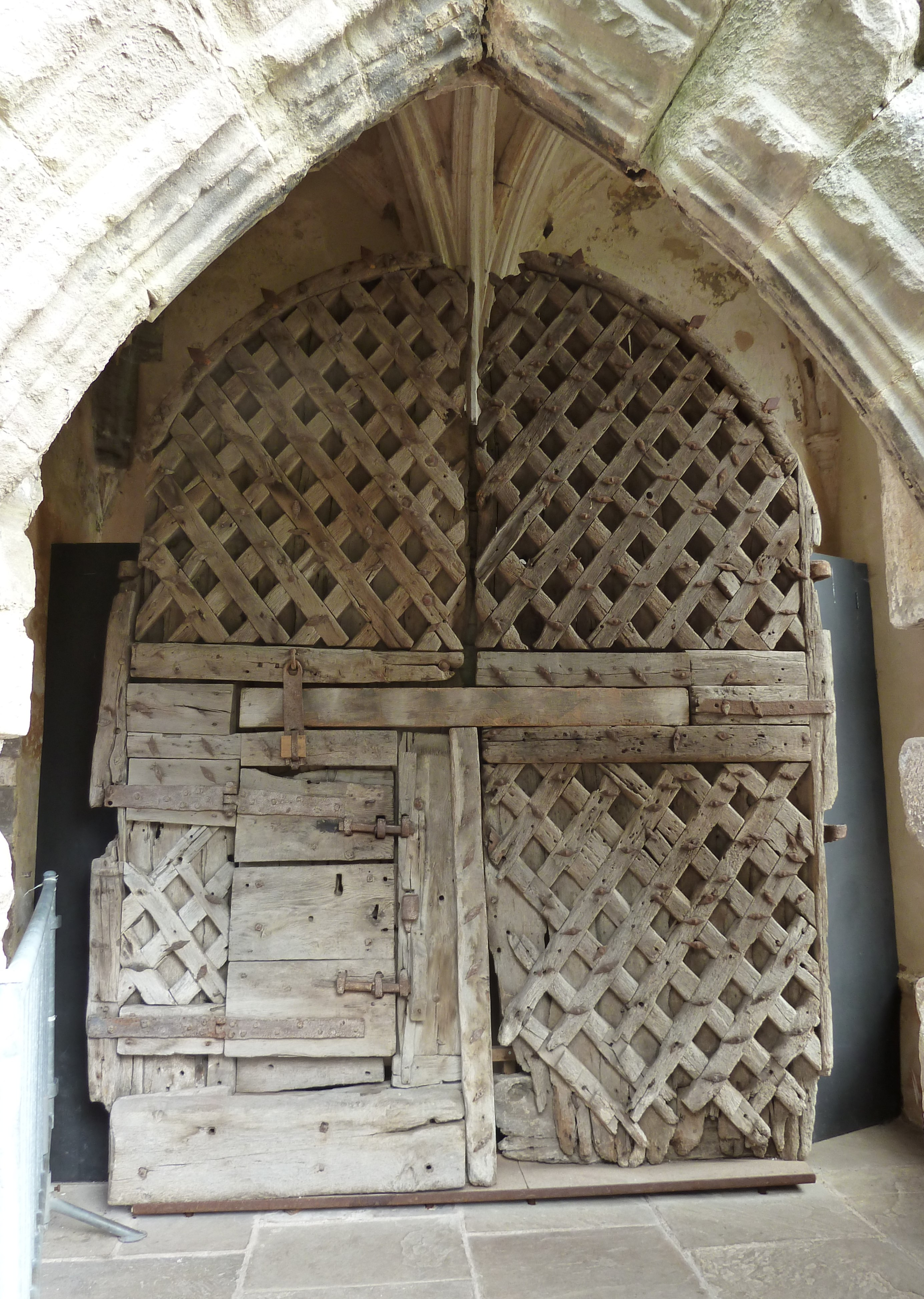
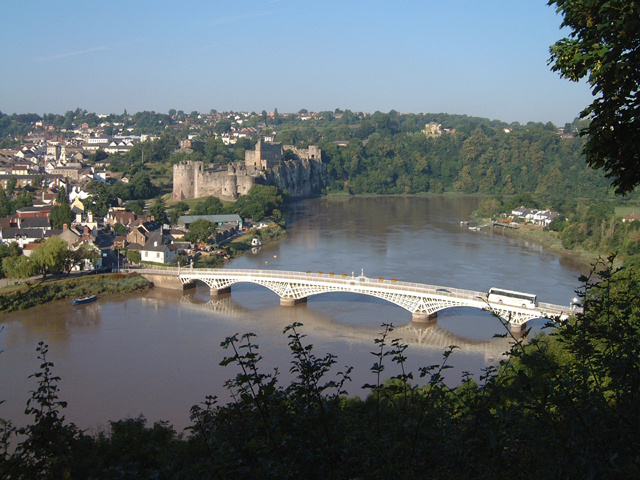
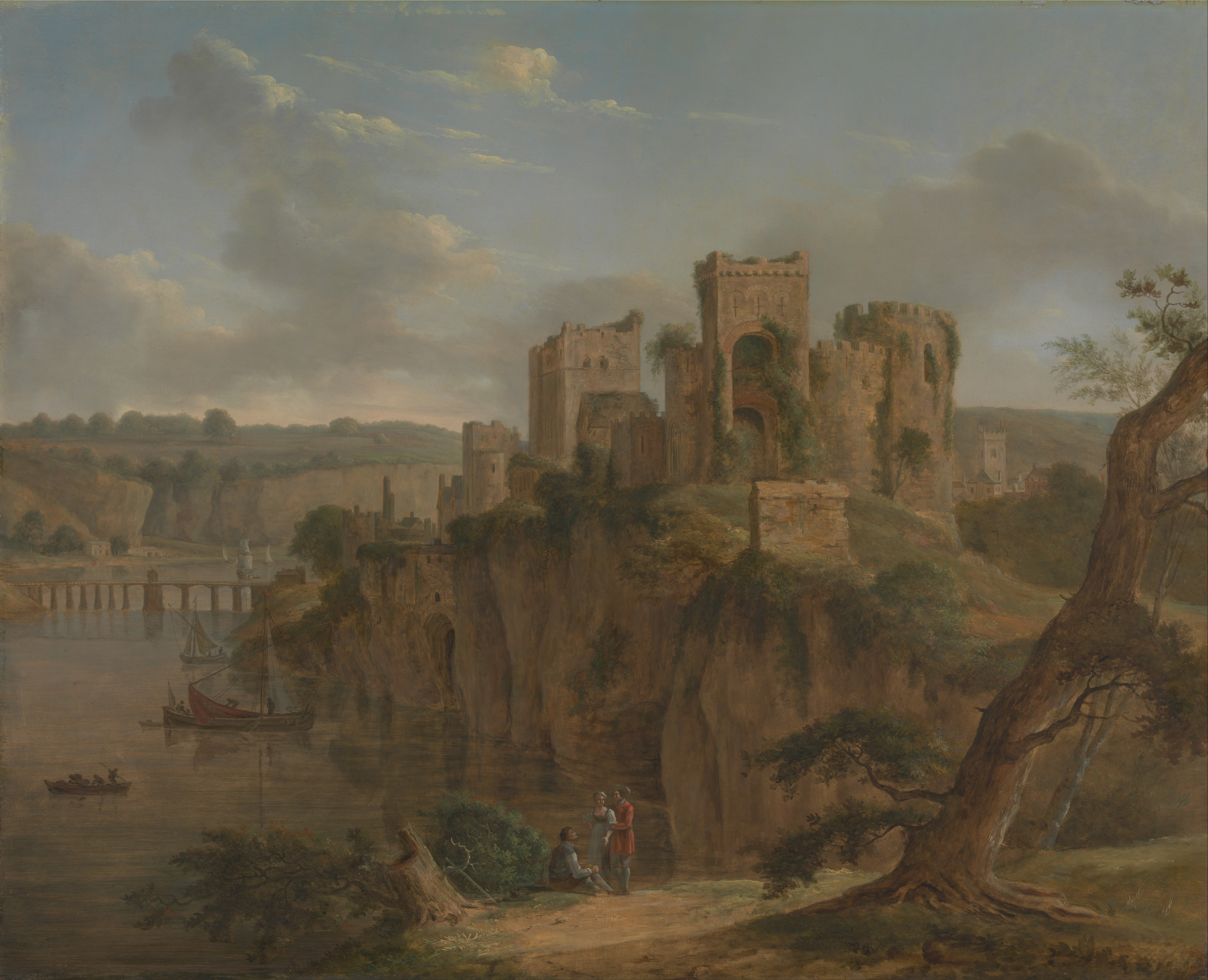